# Koplotovce

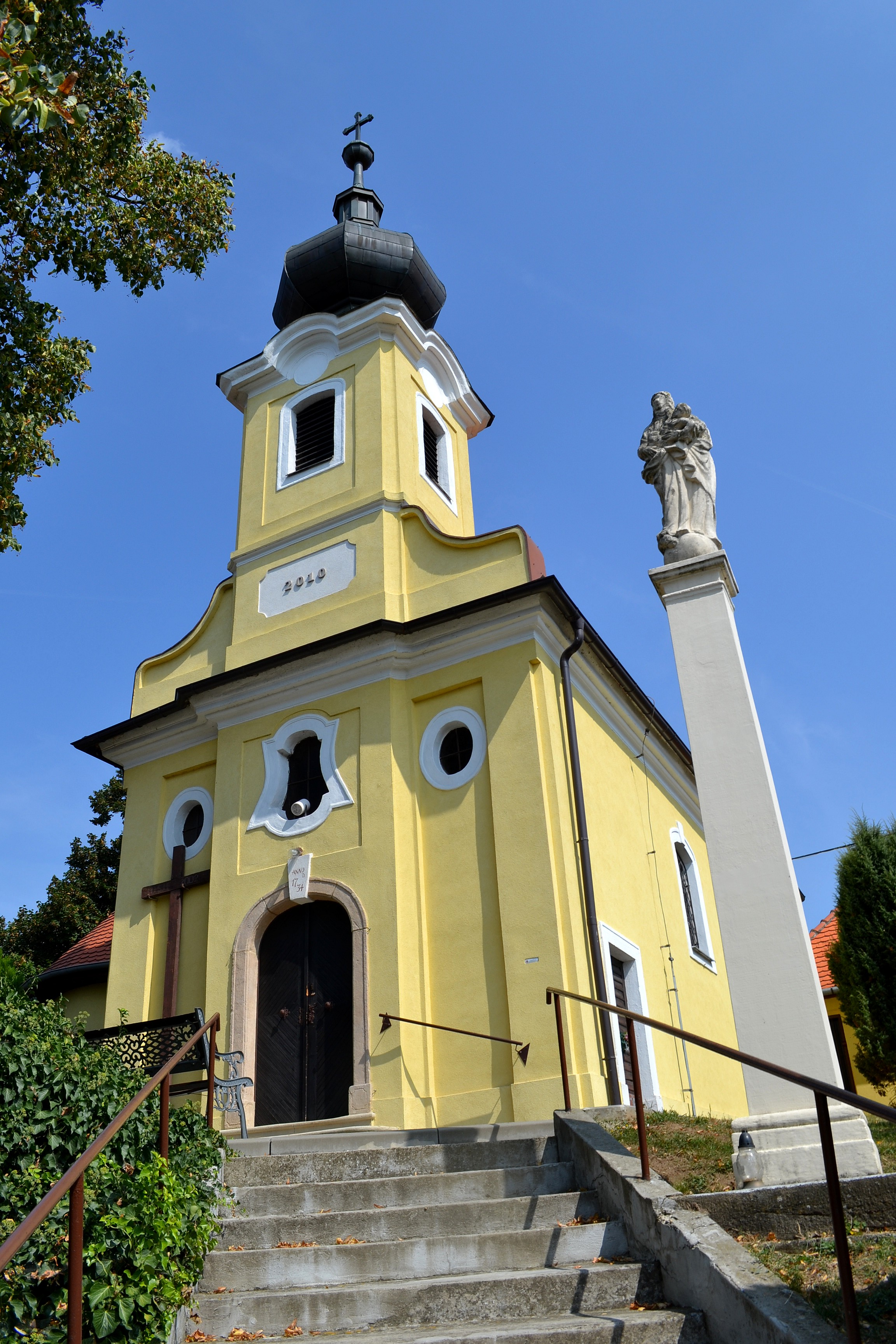
Koplotovce

Koplotovce (Hongaars: Kaplat) is een Slowaakse gemeente in de regio Trnava, en maakt deel uit van het district Hlohovec.
Koplotovce telt 680 inwoners.